# Mooreland, Oklahoma
Mooreland är en kommun (town) i Woodward County i Oklahoma. Vid 2010 års folkräkning hade Mooreland 1 190 invånare.

## Kända personer från Mooreland
- Troy Ruttman, racerförare